# E. H. Calvert
Elisha Helm Calvert (Alexandria, 27 giugno 1863 – Hollywood, 5 ottobre 1941) è stato un attore e regista statunitense.
Firmò come sceneggiatore due film.

## Biografia
Nato in Virginia, ad Alexandria, il 27 giugno 1863, Elisha H. Calvert esordì nel cinema nel 1912 alla Essanay Film Manufacturing Company, compagnia per cui girò tutti i suoi primi film, molti dei quali al fianco dell'attrice Lily Branscombe.
Nel 1914, debuttò - sempre alla Essanay - come regista: il suo primo film, The Showman, di cui fu anche produttore, aveva come protagonista Rod La Rocque. Tra gli attori che lavorarono con lui, vanno ricordati Francis X. Bushman e Wallace Beery oltre alla moglie, l'attrice Lillian Drew (1883-1924). Fino al 1917, Calvert diresse per la Essanay 61 film.
Dopo una pausa di quattro anni, tornò a dirigere, lavorando per la Gaumont. Il suo ultimo film da regista, The City of Youth, lo girò nel 1928 nel Regno Unito.
Continuò, invece, la sua carriera di attore fino al 1939. Prese parte a 180 film, tra commedie, mystery, noir, drammi, western e romanzi storici. Appare, tra gli altri, anche in un paio di film dei fratelli Marx.

## Filmografia
Quando manca il nome del regista, questo non viene riportato nei titoli

### Attore
- Back to the Old Farm – cortometraggio (1912)
- The Voice of Conscience, regia di Theodore Wharton – cortometraggio (1912)
- Billy McGrath's Love Letters – cortometraggio (1912)
- The Love Test – cortometraggio (1912)
- The Adventure of the Button – cortometraggio (1912)
- A Little Louder, Please! – cortometraggio (1912)
- Ghosts – cortometraggio (1912)
- The Redemption of Slivers – cortometraggio (1912)
- Terrible Teddy – cortometraggio (1912)
- Not on the Circus Program – cortometraggio (1912)
- The Grassville Girls – cortometraggio (1912)
- The Snare, regia di Theodore Wharton – cortometraggio (1912)
- Bringing Father Around (1912)
- The Fisherman's Luck (1912)
- A Money? (1912)
- Alimony (1912)
- From the Submerged, regia di Theodore Wharton (1912)
- The House of Pride, regia di Jack Conway (1912)
- Mr. Up's Trip Tripped Up (1912)
- Billy McGrath's Art Career (1912)
- The Stain (1912)
- The Shadow of the Cross (1912)
- Giuseppe's Good Fortune (1912)
- Love Through a Lens (1912)
- Bill Mixes with His Relations (1912)
- Seeing Is Believing (1913)
- The Heiress (1913)
- Here's Your Hat (1913)
- The Girl at the Brook (1913)
- The Road of Transgression (1913)
- What George Did (1913)
- The Melburn Confession (1913)
- Hypnotism in Hicksville (1913)
- Odd Knotts (1913)
- The Girl in the Case (1913)
- Identical Identities (1913)
- The Misjudging of Mr. Hubby (1913)
- The Hero Coward, regia di Theodore Wharton (1913)
- The Price of Gold, regia di Arthur Mackley (1913)
- The Little Mother (1913)
- The Unknown (1913)
- The Rival Salesmen (1913)
- A Woman's Way (1913)
- Into the North, regia di Theodore Wharton (1913)
- The Final Judgment, regia di Archer MacMackin (1913)
- The Mysterious Stranger (1913)
- The World Above (1913)
- Broken Threads United (1913)
- A Matter of Dress (1913)
- The Showman, regia di E.H. Calvert (1914)
- Hear No Evil (1914)
- One Wonderful Night, regia di E.H. Calvert (1914)
- Pierre of the North (1914)
- The Profligate (1915)
- The Dance at Aleck Fontaine's, regia di Henry Oyen (1915)
- A Romance of the Night (1915)
- The Clutch of Circumstance, regia di E.H. Calvert (1915)
- His Moral Code, regia di E.H. Calvert (1916)
- The Silent Partner, regia di Charles Maigne (1923)
- The Talker, regia di Alfred E. Green (1925)
- All'ombra delle pagode (East of Suez), regia di Raoul Walsh (1925)
- The House Without a Key, regia di Spencer Gordon Bennet (1926)
- Il profumo che uccide (The Wizard), regia di Richard Rosson (1927)
- Melting Millions, regia di Spencer Gordon Bennet (1927)
- L'uomo senza volto (The Man Without a Face), regia di Spencer Gordon Bennet (1928)
- The Greene Murder Case, regia di Frank Tuttle (1929)
- Illusion, regia di Lothar Mendes (1929)
- I conquistatori (The Conquerors), regia di William A. Wellman (1932)
- The Oregon Trail, regia di Scott Pembroke (1936)
- Ellis Island, regia di Phil Rosen (1936)

### Regista
- The Showman – cortometraggio (1914)
- The Hour and the Man – cortometraggio (1914)
- The Grip of Circumstance – cortometraggio (1914)
- The Other Girl – cortometraggio (1914)
- In the Moon's Ray – cortometraggio (1914)
- Blood Will Tell – cortometraggio (1914)
- One Wonderful Night (1914)
- The Masked Wrestler – cortometraggio (1914)
- Two Men Who Waited – cortometraggio (1914)
- Under Royal Patronage – cortometraggio (1914)
- The Plum Tree – cortometraggio (1914)
- Sparks of Fate – cortometraggio (1914)
- A Splendid Dishonor – cortometraggio (1914)
- The Other Man – cortometraggio (1914)
- In the Glare of the Lights – cortometraggio (1914)
- The Unplanned Elopement – cortometraggio (1914)
- His Dearest Foes – cortometraggio (1914)
- The Wood Nymph – cortometraggio (1915)
- The Reaping – cortometraggio (1915)
- Means and Morals – cortometraggio (1915)
- The Slim Princess (1915)
- The Clutch of Circumstance – cortometraggio (1915)
- Mind Over Motor – cortometraggio (1915)
- The Man Trail (1915)
- Marooned – cortometraggio (1916)
- Money to Burn – cortometraggio (1916)
- His Moral Code – cortometraggio (1916)
- The Wifeless Husband – cortometraggio (1917)
- Meddling with Marriage – cortometraggio (1917)
- Roses in the Dust (1921)
- Branded (1921)
- Silent Evidence (1922)
- The City of Youth (1928)